# When She Was Mine
When She Was Mine – singel brytyjskiej grupy muzycznej Lawson, wydany 20 maja 2012 roku w Malezji, a w Wielkiej Brytanii 27 maja. Twórcami tekstu są Andy Brown, Paddy Dalton, Duck Blackwell, Ki Fitzgerald, a producentami John Shanks, Duck Blackwell oraz Paddy Dalton. Piosenka jest pierwszym singlem promującym debiutancki album zespołu, Chapman Square.

## Teledysk
Teledysk miał swoją premierę 11 kwietnia, a jego reżyserem jest Declan Whitebloom. Klip przedstawia członków zespołu wykonujących utwór w wieżowcu, którzy patrzą w stronę ulicy na dziewczynę flirtującą z nowym chłopakiem. Lawson wyjaśnił, iż chodziło o przedstawienie relacji między jednym z członków grupy – Andym Brownem oraz jego byłą dziewczyną Mollie King z zespołu The Saturdays.

## Format wydania
Digital download – (EP)
1. "When She Was Mine" – 3:37
2. "Anybody Out There" – 2:43
3. "Red Sky" – 3:07
4. "When She Was Mine" (Acoustic) – 3:49

Digital download – Remixes
1. "When She Was Mine" (The Alias Radio Edit) – 3:37
2. "When She Was Mine" (The Alias Club Mix) – 5:34
3. "When She Was Mine" (Max Sanna and Steve Pitron Radio Edit) – 3:50
4. "When She Was Mine" (Max Sanna and Steve Pitron Remix)– 7:58

CD single
1. "When She Was Mine" – 3:37
2. "Anybody Out There" – 2:43

## Pozycje na listach
| Lista                              | Najwyższa pozycja |
| ---------------------------------- | ----------------- |
| Belgia (Ultratop 50)               | 25                |
| Irlandia (IRMA)                    | 46                |
| Szkocja (OCC)                      | 4                 |
| Wielka Brytania (UK Singles Chart) | 4                 |